# إلتون جوليان
إلتون جوليان (بالإنجليزية: Elton Julian)‏ هو سائق سباق أمريكي، ولد في 16 أغسطس 1974 في لاس بالماس دي غران كناريا في إسبانيا.

## روابط خارجية
- إلتون جوليان على موقع DriverDB.com (الإنجليزية)